# Вистингаузен-Хулавска, Ванда
Ванда Вистингаузен-Хулавска (пол. Vanda Wistinghausen-Chuławska; 1 декабря 1877, Львов — 8 мая 1946, Любляна) — польско-словенская оперная певица и вокальный педагог.
В 1902 году окончила в Дрездене вокальную школу Аделины Пасхалис, в 1905 году вышла замуж за композитора и дирижёра Рихарда фон Вистингаузена (в том же году родила сына Рихарда Венцеслава). В 1906—1907 гг. пела во Львовской опере, затем в 1907—1908 гг. выступала в Оломоуце, в 1909—1913 гг. — в Клагенфурте. В дальнейшем преимущественно гастролировала, выступала в Граце, Любеке, Киле, Познани. Среди основных партий — Леонора в «Фиделио» Бетховена, Эльза в «Лоэнгрине» Вагнера, Аида в одноимённой опере Верди, Марта в «Долине» Эжена д’Альбера.
С 1920 года по приглашению Матея Хубада преподавала в Люблянской консерватории, воспитала ряд заметных словенских певцов. С 1942 г. на пенсии.